# 南越国木构水闸遗址
南越国木构水闸遗址位于中国广东省广州市越秀区西湖路与惠福东路之间的光明广场负一层。为目前世界上发现的年代最早、规模最大、保存最完整的木构水闸遗址。

## 发现
2000年光明广场大楼施工时发现了该遗址，令广场是建还是拆，成为社会争论的焦点，最后广州市人民政府决定在原地保护遗址。于2000年4月至10月发掘，面积600多平方米，经研究确认为西汉南越国时期的城市排汲水利工程遗址。

## 现况
现时广场整个负一层都开辟为遗址博物馆。水闸四周用钢筋混凝土墙进行全封闭处理，再由700平方米的玻璃防护层进行恒温、恒湿保存，供人们参观。四周为文物展示长廊，通过图、文、三维动画等多种方式展示遗址的发掘过程、出土的文物。由于水闸是全木质结构，因此对木材的保护尤为重要。采用了特制防腐剂，给水闸木料进行防腐、防虫处理。还在水闸周边打了两个抽水井，当地下水达到一定高度就会自动被抽走，防止水渗入到水闸中。
2006年5月25日被公布为全国重点文物保护单位。广州市政府把该遗址与南越国宫署遗址、南越王墓一起以“南越国”项目，申报世界文化遗产，2006年12月入选《中国文化世界遗产预备名单》。2007年6月9日起公开展出，为全国第一个在公共商业区内受到保护并开放的文物。

## 结构
水闸位于当时南越国都城番禺城的南城墙，遗址距今地表深约4米，水闸自北向南可分为引水渠、闸室和出水渠三部分。现存长20.1米。

### 引水渠
引水渠呈长方形，两侧斜坡至底，斜坡80度。残存约11.1米、渠宽约9米、残高1.1米。其修建过程是：先挖走淤泥，修成渠道，采用大小不同、长短不一的小圆木横垒，打木桩加固，筑成渠壁。渠底部先打下木桩，加固南北向大木条，然后用四排大木条每隔2.05米横放置于南北大木条之上，四排大木条的东西端底部有预先打下的木桩，通过榫卯结构进行加固。

### 闸室
闸室平面自北往南，向珠江呈“八”字敞开，南北长3.7米、入水口宽5.33米、吐水口宽4.95米、现存高1.65米。通过换土固基防水压、防冲刷、防渗漏的设计。闸口中间有两根木桩凿出凹槽，用来插板闸水。

### 出水渠
呈长方形，残高3.65米、宽5.73米修建方式、工艺、构造与引水渠类似。

## 功能
该水闸功能与现时水闸功能基本相同，即具有防潮、泄洪、引水多重功能。当珠江潮水上涨时，放下闸板防止潮水倒灌入城；而洪水季节则打开水闸，将城中废水排出；城中缺水时，提起闸板又可汲江水入城内。
它的出土对了解汉代广州城区的防洪设施及当时城址的布局、结构以及南城墙的位置坐标提供了重要线索。该水闸在建闸材料的选择，松软地基的处理，总体布局，泄流处理，闸室稳定处理等方面都与现代的建闸原理基本相符。反映了秦汉时期的水闸建造在总体上以达到相当高水平。

## 其它文物
除发现水闸遗址外，还有“万岁”瓦当及西汉云纹瓦当、板瓦、陶网坠等构件。还发现东汉城墙建筑的基础，以及东汉、南朝的水井、唐代房基、宋代房址和走道等遗址。
在水闸南侧的东汉城墙基础内出土一批木材，是用来修建城墙的基础。根据木材上的榫卯结构，推测这些木材原为水闸上层建筑的木构件。水闸废弃后，被拆修下来修筑城墙基础。经鉴定这批木材主要是水松。
水闸渠道淤内积土层出土“阿平”戳印文陶片，与1955年华侨新村西汉前期墓出土的陶器戳印一致，估计是姓名印。

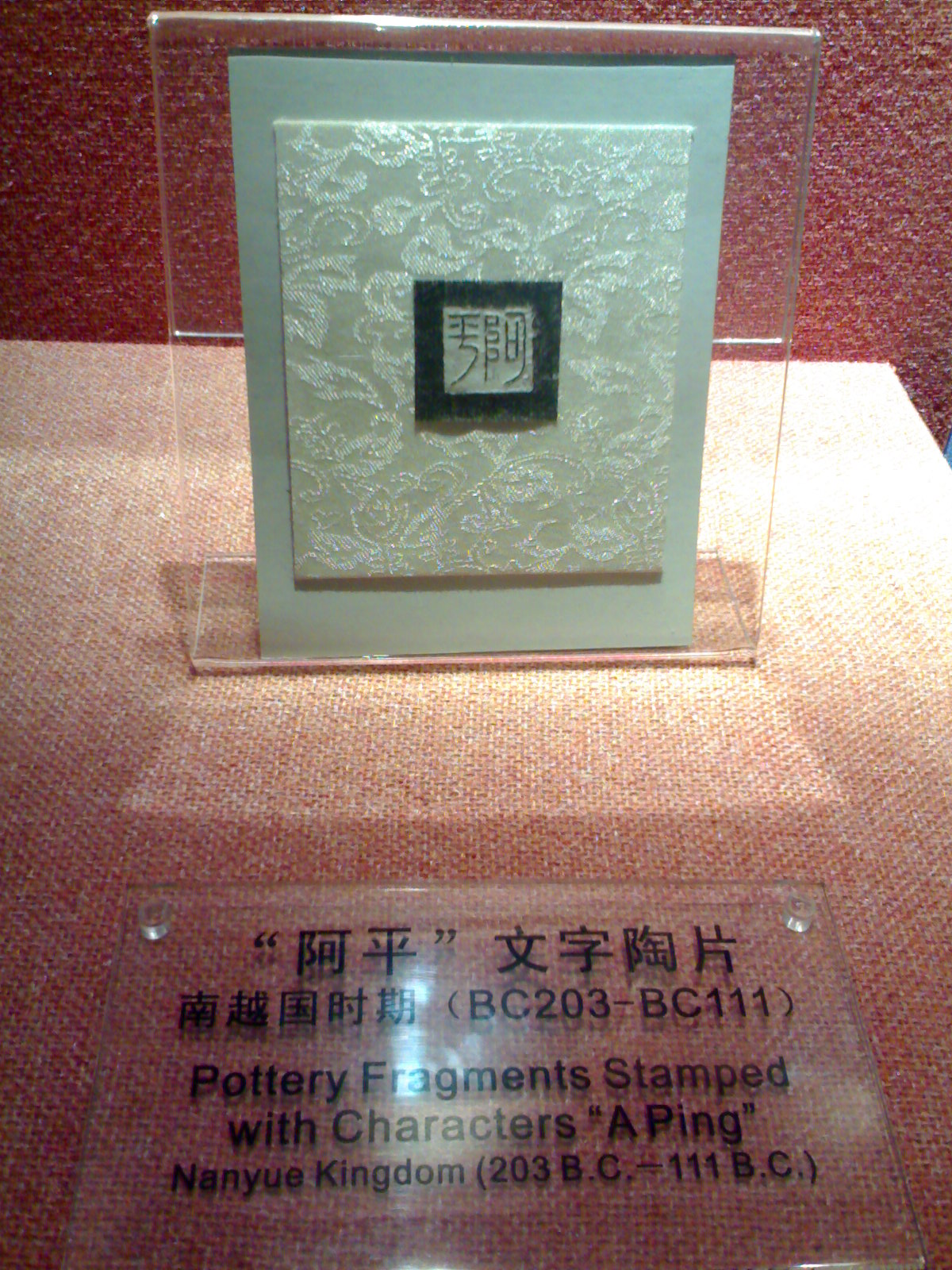
“阿平”文字陶片
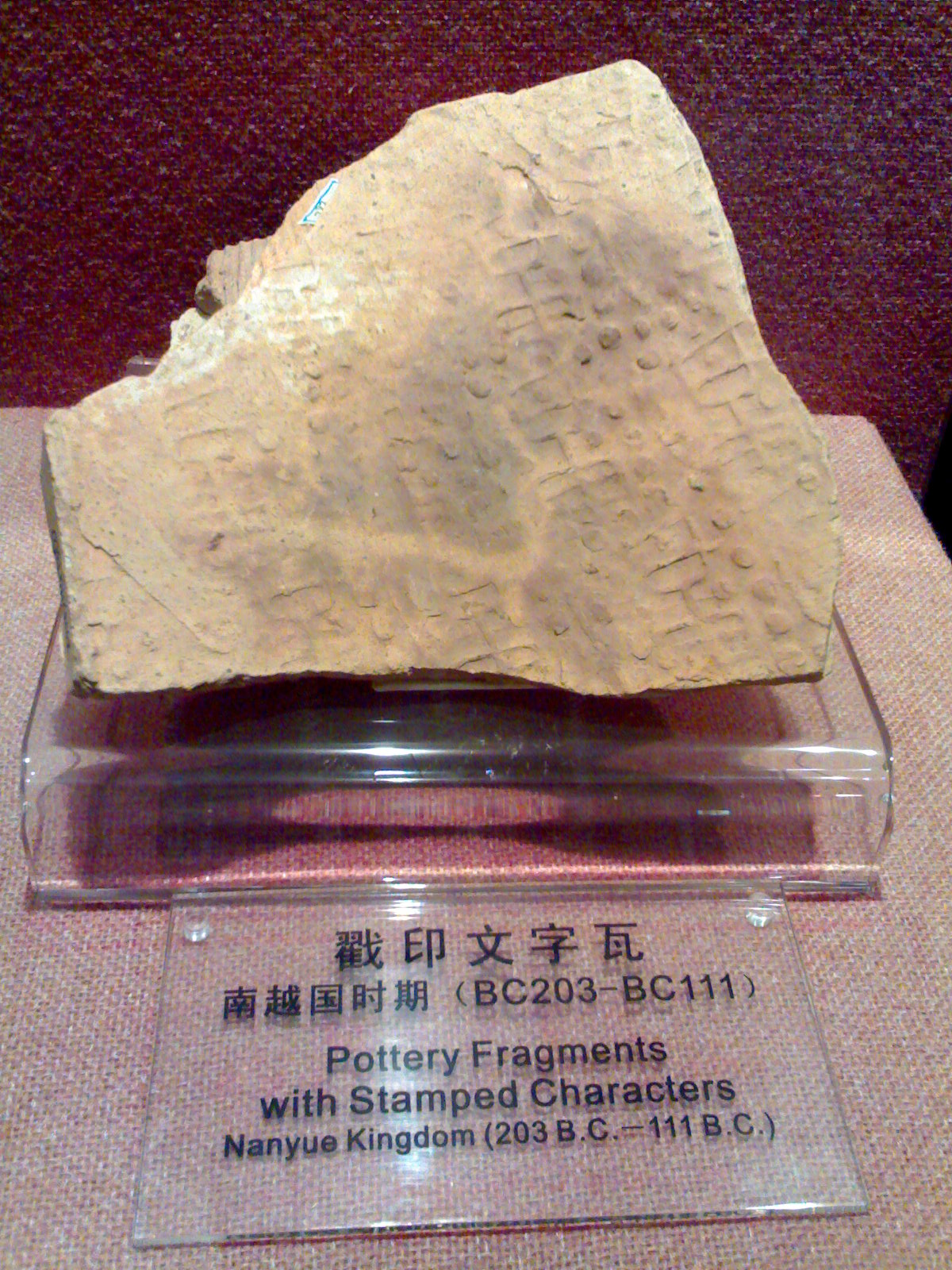
戳印文字瓦
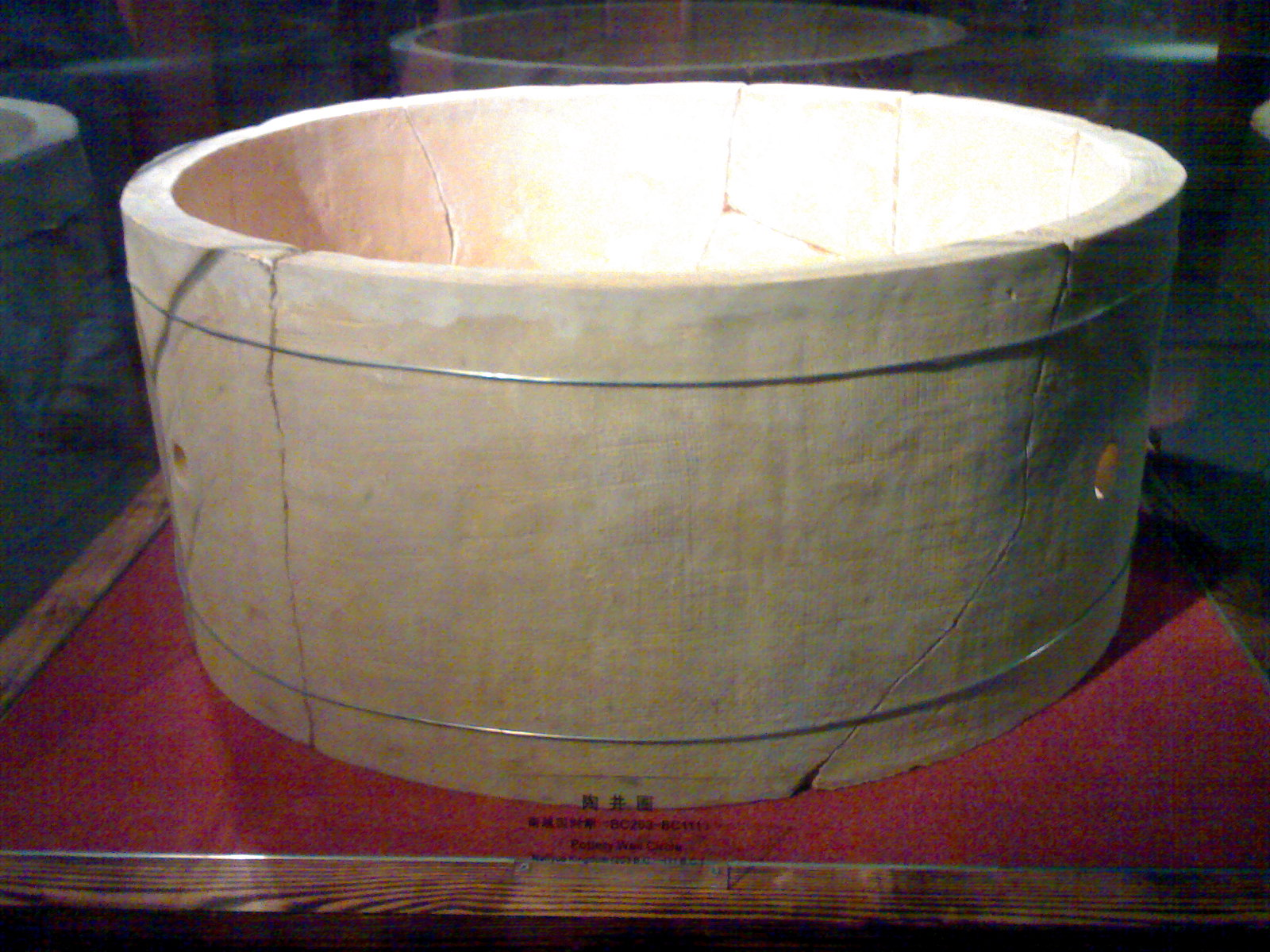
陶井圈
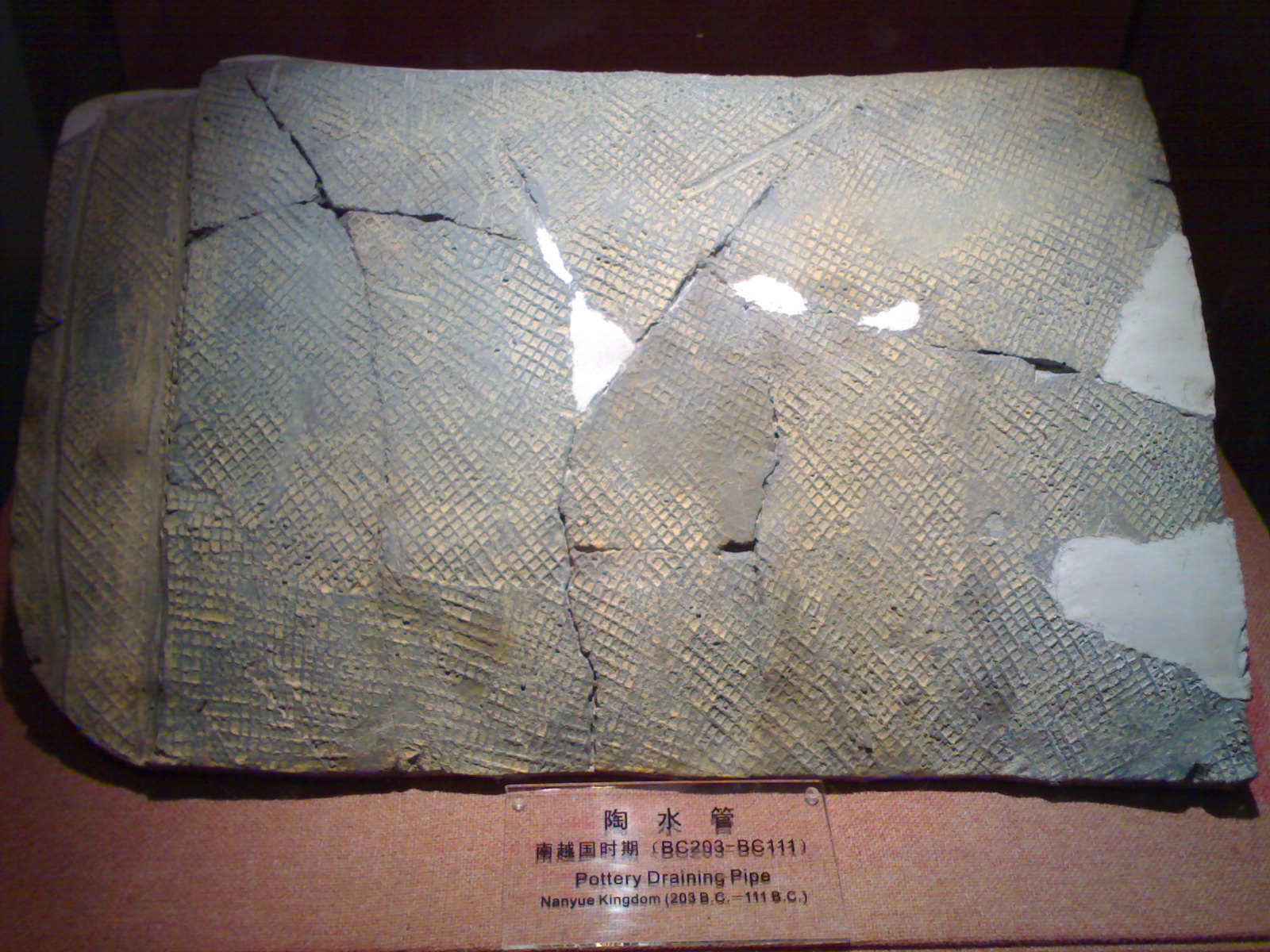
陶水管